# Каслхилл
Каслхилл (англ. Castlehill; ирл. Caorthannán) — деревня в Ирландии, находится в графстве Мейо (провинция Коннахт).